# Non perdiamo la testa
Pour plus de détails, voir Fiche technique et Distribution.
Non perdiamo la testa est un film italien réalisé par Mario Mattoli, sorti en 1959.

## Fiche technique
- Titre : Non perdiamo la testa
- Réalisation : Mario Mattoli
- Scénario : Ruggero Maccari, Giulio Scarnicci (it) et Renzo Tarabusi (it)
- Photographie : Gábor Pogány
- Montage : Roberto Cinquini (en)
- Musique : Roberto Nicolosi (en)
- Pays d'origine : Italie
- Format : Noir et blanc - 1,66:1 - Mono
- Genre : comédie
- Durée : 92 minutes
- Date de sortie : 1959

## Distribution
- Ugo Tognazzi : Tony Cuccar
- Franca Valeri : Beatrice
- Carlo Campanini : Walter
- Aroldo Tieri : Inspecteur de Scotland Yard
- Gianrico Tedeschi : Professeur Daniele
- Franco Coop : Greenwood
- Xenia Valderi : Erminia
- Elda Tattoli : Isidora
- Olghina di Robilant : Cecilia Way
- Daniele Vargas : le bopucher
- Alberto Sorrentino : Cameriere
- Marco Tulli : Directeur des pompes funèbres
- Daniela Rocca : Violante
- Tina Pica : Signora Cuccar
- Raimondo Vianello : Lui-même